# Żyrownik
Żyrownik – istota demoniczna z wierzeń słowiańskich przybierająca postać tłustego, otyłego demona.
Żyrownik zamieszkiwał spiżarnie i komory. Właściwe traktowanie i dokarmianie go (najczęściej świeżym, krowim mlekiem) skutkowało pomnożeniem zasobów żywnościowych domostwa. Odpędzał także złe duchy. Raz do roku zapraszano go na symboliczną ucztę, aby podziękować mu za opiekę.
Jeśli domownicy nie traktowali należycie żyrownika, nie mścił się on, ale z głodu nie miał sił na ochronę domu. Wówczas w domu pojawiały się demony nieprzyjazne, na przykład licho.